# 公眾參與
公共参与（Public participation），是一個總稱應用於公共事務決策的方法之一，旨在讓決策盡可能合理地調整是由下而上，以抑制或降低因制度和資源的適應不良，而產生改變公民領域的衝擊程度，讓決策過程更多元，使政策推動更為順利。
對於公共事務，主事權責機關和其他相關權責機關以及民間社會大眾之間的共同參與。也可以說，公眾參與不僅含蓋民間社會大眾的參與，也含蓋機關與機關之間屬於公權力協調性質的參與。
在中央與地方實施分權制度的國家，因地方自治权力，中央与地方各層級機關單位，常因本位主義而有爭執抗衡干擾，因而凸顯公務機關之間相互協調的重要性。

## 公眾參與概述
「公眾」是公務機關和社會大眾。在公共事務處理上相關的公與私兩個層面，包括公務機關與公務機關之間，和公務機關與民眾之間，複合關係的各當事者。「公眾」含蓋擁有權責的各級行政機關和立法機關，政黨、新聞媒體、相關社團、利害相關民眾，以及其他社會大眾，乃至相關的內在、外在勢力。
在公的層面，牽涉垂直縱軸上不同層級的相關機關、單位，和橫軸上的相關分立機關、單位。這些機關、單位彼此之間，有的有上下指揮、監督、隸屬關係，有的可能並無隸屬關係，但在法律上，卻各擁有或重、或輕，或大、或小，或關鍵、或次要、或層級在上方的、或層級在下方的不同主管目的權責，除了主持其事者之外，有的機關雖非主持其事，但仍有不同主管目的之相關職責。
在私的層面，牽涉的相關團體、機構、組織、法人和個人，有的固然是切身利害攸關者，但有的雖然不是自身利害直接受影響者，不過基於職責，或是基於職業、使命、任務、公義、理想、抱負、情感、理念、意識型態和人生價值觀等因素，不甘願被忽視，或不容許冷漠面對，反而自覺需要出面或勇於挺身而出。
就公眾參與對象來說，含蓋民眾參與在內，但並不等於民眾參與。所謂民眾參與是公眾參與的重要部分，也是公眾參與的一種重要表現，不過，公眾參與對象，包括權責相關各機關單位部門，因而比民眾參與對象還要廣泛；居民參與屬於民眾參與很重要的一種表現方式，但民眾參與並不全然等於居民參與，因為民眾不必然全是當地居民，民眾參與對象比居民參與還要廣泛。

### 民眾參與
民眾參與，簡單的說，就是民眾就公共事務決策形成過程，參與表達意見並行使權利。這些民眾，可能是利害相關當事人、機構、組織或利益團體，也可能無直接利害關係的新聞媒體工作者或社會運動參與人士。可能是該項公共事務專業人士，也可能不具專業，但勇於表達意見，自認參與行為在民主社會有正當性。
。

### 居民參與
居民參與，指居民對關係當地公共事務的參與，包括決策與實施過程。在決策過程中，居民以切身利害關係者立場，參與表達意見，具有珍貴的參考價值。也是決策能否成效事先預見端倪的重要參考指標。

### 差異性
施政策略應注意本質差異，居民有其地方區域屬性和侷限性，其利害相關的基本立場、觀點、視野、關注焦點、地方本位觀念、社區營造意識，未必和其他地方民眾一致，有時可能是有衝突的，甚至對立的，也可能和全國民眾有不同期待。
一般民眾對公共事務決策並不擔負法律責任，即使樂於參與或熱衷爭取參與，然而既非主事者，若主張被採納，實施成效顯著當然可歌可頌，皆大歡喜；但一旦他日證實其主張偏差乖張或謬誤後患，卻能有既非主持其事因而資訊不足，作為遁辭自我解嘲逃避指責。
綜上，居民參與、民眾參與及公眾參與，三者之間，雖有共通之處，但本質實際不同。

## 公眾代表
- 民選首長。
- 民意代表。
- 利害相關民眾、法人，或其代表。
- 媒體輿論。
- 政黨及其次級團體、地方組織的領導人和關鍵幹部。
- 地方派系的領導人和關鍵幹部。
- 機關、機構、團體、組織、單位的領導人和關鍵幹部。
- 相關的專家、學者。
- 意見領袖、社會賢達、公益人士[3]。

## 公眾參與的時代認知
如今社會民主開放，只要事涉國計民生資源分配議題或公共政策，各式各類媒體因競爭激烈，遇事敏銳爭相渲染報導，各種談話性扣應節目及論壇投書踴躍呼應，Facebook、Twitter、部落格、社群網絡、Line、WeChat、即時通、手機簡訊及電話語音快速傳播，很快引起社會議論紛紛，再者，勇於主動發表言論的相關專家、學者、社團、社會運動人士及好事者眾多，或為貢獻專業見解，或為理想抱負，或為使命感，或為關心，或者好事，踴躍爭相露臉，經常造成眾所矚目的聳動新聞議題，加上民眾自我權益意識高漲，一旦攸關切身利害，動輒設法吸引媒體注意，聚眾造勢，不斷觸發爭議，訴諸公眾論斷，形成社會事件乃至政治事件的案例，屢見不鮮。

## 另見
更多公众参與的例子，詳見：
- 参与民主制
- 参与型经济
- 針對公眾參與的策略性訴訟